# Raoul Mendy
Pour les articles homonymes, voir Mendy.
 (mars 2024).
Si vous disposez d'ouvrages ou d'articles de référence ou si vous connaissez des sites web de qualité traitant du thème abordé ici, merci de compléter l'article en donnant les références utiles à sa vérifiabilité et en les liant à la section « Notes et références ».

Champion d’afrique de beach soccer 2011-2019-2021-2023-2024
Rising star ⭐️ bsww 2021
Médaille bronze🥉 intercontinentale 2021
3ieme meilleur jouer fifa world cup bsww 2021
Raoul Mendy, né le 30 décembre 1992, est un footballeur sénégalais évoluant au poste d'attaquant.

## Biographie

### En club
Raoul Mendy a été formé à l' académie de Génération Foot qu'il intègre en 2007.
En 2013, il est recruté par l'AS Pikine, club populaire de la banlieue dakaroise. Avec l'AS Pikine en 2014, Raoul Mendy réalise le doublé Championnat de Ligue 1 du Sénégal et Coupe du Sénégal.
En 2014, il s'expatrie au Maroc et joue sous les couleurs de l'AS Salé. De retour au pays en 2015, il joue respectivement pour le Guédiawaye Football Club en 2015 et l'ASC Diaraf en 2016.
Entre temps, Raoul Mendy a refait un court passage à l'AS Pikine avec lequel il ne joue que 2 matchs avant de rejoindre le Mirbat Sport Club à Oman en 2018.

### En équipe nationale de beach soccer
En 2011, il fait partie de l'équipe nationale du Sénégal de beach soccer avec laquelle il remporte le Championnat d'Afrique de beach soccer la même année.
En 2018, il fait à nouveau partie de l'équipe nationale du Sénégal de beach soccer championne d'Afrique à Lagos face au Nigéria.
Il prend part ensuite à la Coupe du monde de beach soccer en 2019 au Paraguay et dispute les quarts de finale face au Portugal (défaite 4 buts à 2).